# Arytera foveolata
Arytera foveolata är en kinesträdsväxtart som beskrevs av Ferdinand von Mueller. Arytera foveolata ingår i släktet Arytera och familjen kinesträdsväxter. Inga underarter finns listade i Catalogue of Life.